# Purda Leśna
Purda Leśna – osada w Polsce położona w województwie warmińsko-mazurskim, w powiecie olsztyńskim, w gminie Purda.
W latach 1975–1998 miejscowość administracyjnie należała do województwa olsztyńskiego. Osada znajduje się w historycznym regionie Warmia.
W jej pobliżu znajduje się zbiornik retencyjny Purda Leśna chroniony jako użytek ekologiczny.